# Sladorana Županja
Sladorana Županja je hrvatska šećerana sa sjedištem u Županji. U većinskom je vlasništvu tvornice šećera Viro iz Virovitice.

## Povijest
Županjska šećerana započela je s radom 15. kolovoza 1947. a projektirala ju je češka tvrtka ČHD-Škoda tako da je u nju i ugrađena oprema Škodine proizvodnje. Početni dnevni kapacitet prerade šećerne repe je iznosio 1.350 tona.
Osim proizvodnje šećera, 1958. godine unutar tvornice s radom započinje i pogon za proizvodnju alkohola čiji je dnevni kapacitet iznosio 3.000 litara.
Godine 1962. je izvršena rekonstrukcija tvrtke, a samu rekonstrukciju je projektirala njemačka tvrtka BMA Hannover dok su u montaži sudjelovale domaće tvrtke Đuro Đaković iz Slavonskog Broda i Tehnika iz Zagreba. Time je povećan kapacitet prerade na 3.000 tona dnevno.
Kasnijim ulaganjima u Sladoranu Županja povećavan je kapacitet prerade: 4.500 tona (1977.), 5.000 tona (1998.) i na kraju 6.000 tona (2003.).

### Novija povijest
1994. godine je provedena prva privatizacija šećerane čiji je ishod bilo vraćanje tvornice u većinsko javno vlasništvo temeljem preuzimanja dugovanja.
Vlada Republike Hrvatske 10. srpnja 2008. donosi odluku o raspisivanju javnog poziva za prikupljanje ponuda za kupnju dionica županjske Sladorane. Već 10. listopada iste godine Vlada na svojoj sjednici donosi odluku o prihvaćanju ponude tvornice šećera Viro. Time je virovitička šećerana postala vlasnik 38,115% ukupne vrijednosti temeljnog kapitala Sladorane.
Dne 23. prosinca 2009. uprava Vira donosi odluku o povećanju temeljnog kapitala čime postaje većinski vlasnik Sladorane s 59,06% dionica.
Iste godine su u županjsku šećeranu investirana velika sredstva, odnosno oko 47 milijuna kuna u imovinu te 22,5 milijuna kuna na održavanje. Također, Sladorana posjeduje Kosher i Halal certifikate.

## Proizvodi
- Bijeli šećer
  - 1, 25 i 50 kg u papirnoj ambalaži
  - 1.000 i 1.200 kg u polipropilenskim vrećama
  - šećer u rinfuzi
- Melasa
  - melasa od šećerne repe
- Etilni alkohol
  - rafinirani etilni alkohol
  - tehnički etilni alkohol
- Repin rezanac
  - suhi rezanac
  - sirovi prešani rezanac
- Sladoliq
  - dopunsko tekuće krmivo
- Proteinski prah
  - neaktivni stočni kvasac

## Vanjske poveznice
- Službena web stranica Sladorane  Arhivirana inačica izvorne stranice od 1. studenoga 2012. (Wayback Machine)